# Z25
O Z25 foi um contratorpedeiro operado pela Kriegsmarine e a terceira embarcação Tipo 1936A. Sua construção começou em fevereiro de 1940 nos estaleiros da Deutsche Schiff- und Maschinenbau em Bremen e foi lançado ao mar em março de 1940, sendo comissionado na frota alemã em novembro do mesmo ano. Era armado com uma bateria principal de quatro canhões de 149 milímetros mais oito tubos de torpedo de 533 milímetros, tinha um deslocamento carregado de mais de três mil toneladas e conseguia alcançar uma velocidade máxima de 36 nós (67 quilômetros por hora).
O Z25 entrou em serviço no meio da Segunda Guerra Mundial e durante seus primeiros anos ele operou principalmente a partir da Noruega, escoltando embarcações alemães indo e vindo da Alemanha, participando no estabelecimento de campos minados e principalmente realizando ações contra vários comboios Aliados que seguiam para a União Soviética. Mesmo assim, no início de 1942 foi para a França participar da Operação Cerberus. A embarcação sofreu de problemas em seus motores no decorrer de 1943, o que muito restringiu suas operações durante todo o ano.
O navio foi transferido em 1944 para atuar no Mar Báltico, estabelecendo campos minados e escoltando outras embarcações. No ano seguinte ajudou na evacuação da Prússia Oriental até ser capturado pelos Aliados no final da guerra em maio. Ele passou o restante do ano sob controle britânico até ser entregue para a França em fevereiro de 1946. Foi renomeado para Hoche e colocado em serviço em agosto, viajando para as colônias francesas na África no ano seguinte. Foi modernizado na década de 1950, mas descomissionado em 1956 e desmontado em seguida.